# Blue Balliett
Blue Balliett, pseudonimo di Elizabeth Balliett Klein (New York, 1955), è una scrittrice statunitense.

## Biografia
Cresciuta a New York ed abituata a giocare in Central Park, come lei stessa racconta, vive ora a Chicago da alcuni anni, dove insegna all'University of Chicago Laboratory School, che è lo sfondo dell'ambientazione delle vicende narrate in Vermeer e il codice segreto e ne Il codice Wright. Blue Balliett è sposata con Bill Klein.
Ha avuto molto successo con il suo secondo libro Vermeer e il codice segreto che ha vinto diversi premi letterari negli Stati Uniti nella categoria letteratura per i ragazzi ed è stato un best seller poi tradotto in diverse lingue. Sulla scorta del successo ha poi scritto un sequel intitolato Il codice Wright.

## Opere
- The Ghosts of Nantucket: 23 True Accounts - Down East Books - 1984
- Vermeer e il codice segreto 2005
- Il codice Wright 2006